# Dům kultury Akord
Akord (dříve Dům kultury Akord a Dům kultury NH Ostrava-Jih) je budova v Ostravě-Zábřehu vybudovaná v roce 1959 ve stylu socialistického realismu na základě projektu ateliéru Jiřího Krohy. Tvoří architektonicky významný celek s ostatními budovami na Náměstí SNP. Budova disponuje sály a salónky pro 10 až 580 osob.
Do roku 1990 byl provozně součástí státního podniku Nová huť. V letech 1991 až 1992 spadal pod Odborový svaz KOVO. Ke dni 1. ledna 1993 se stal společností s ručením omezeným, koncem roku 2005 byl přeměněn na Dům kultury Akord Ostrava-Zábřeh s. r. o., jejímž jediným společníkem je Statutární město Ostrava.
V letech 2013 a 2014 prošel DK Akord rozsáhlou rekonstrukcí, která budovu zbavila soc-realistického puncu. V budově je provozována také Restaurace Akord a tříhvězdičkový Hotel Akord.
Kulturní program domu Akord je zaměřen na nejrůznější věkové a sociální skupiny.